# Mesostenus funebris
Mesostenus funebris là một loài tò vò trong họ Ichneumonidae.